# Biserica reformată cu lanțuri din Satu Mare
Biserica Reformată cu lanțuri din Satu-Mare, ridicată în sec. XVIII este unul dintre monumentele reprezentative pentru municipiul Satu-Mare, fiind inclusă pe lista monumentelor istorice din județul Satu Mare, cu codul  SM-II-m-A-05244.